# Кирилло-Белозерский музей-заповедник
Кири́лло-Белозе́рский исто́рико-архитекту́рный и худо́жественный музе́й-запове́дник — музей в городе Кириллове Вологодской области Российской Федерации.

## История
Музей был создан в 1924 году в стенах закрытого Кирилло-Белозерского монастыря в качестве филиала Череповецкого окружного губернского музея. В 1926 году он получил самостоятельность. С 1930 года музей перешел в ведение Кирилловского отдела народного образования.
С 1957 года был создан Кирилловский реставрационный участок, что позволило своими силами производить противоаварийные работы, которыми долгое время руководил московский архитектор Сергей Сергеевич Подъяпольский.
Решением Совета Министров РСФСР в 1968 году музей получил новый статус и название — Кирилло-Белозерский историко-архитектурный и художественный музей-заповедник. Помимо памятников Кирилло-Белозерского монастыря, за ним закреплялись архитектурные ансамбли Ферапонтова и Горицкого монастырей с целью из изучения, охраны и контроля за ходом реставрационных работ. В 1975 году филиал музея в Ферапонтове монастыре стал называться Музеем фресок Дионисия, а в 1979 году филиалом музея стал и Белозерский музей.
За время перестройки посещаемость музея к 1993 году упала в четыре раза. Не финансировались реставрационные работы, прекратилась экспедиционная деятельность музея. Однако с 1991 года музей-заповедник вошел в новый водный туристический маршрут «Москва — Санкт-Петербург», что позволило значительно увеличить посещаемость и, как следствие, собственные доходы музея. На этом маршруте Кириллов стал визитной карточкой и самым посещаемым туристическим объектом Вологодской области.
В 1997 году Указом Президента Российской Федерации Кирилло-Белозерский музей-заповедник включен в Государственный свод особо ценных объектов культурного наследия народов РФ. В 2000 году филиал музея, Музей фресок Дионисия был включён в список объектов Всемирного наследия ЮНЕСКО.
Музей является крупным региональным культурным центром. Ежегодно открывается множество новых выставок, проводятся научные конференции, ведётся активная реставрация памятников. В августе 2019 года в отреставрированных Московской, Вологодской и Белозерской башнях монастыря, опирающихся на стены и внутренний столп, открылись 18 ярусов современных выставочных пространств. Такие объемные и масштабные исследования и реставрация проведены впервые за 300 лет. В настоящее время завершается реставрация прясел стен «Нового города» от Косой до Вологодской башен, торжественное открытие которых намечено на 18 мая 2023 года.
Ежегодно в музее для посетителей открывается свыше 60 экспозиций и выставок, общая экспозиционная площадь составляет 9,4 тыс. квадратных метров. В 2022 году его посетило около 330 тыс. человек.

## Здания и территории

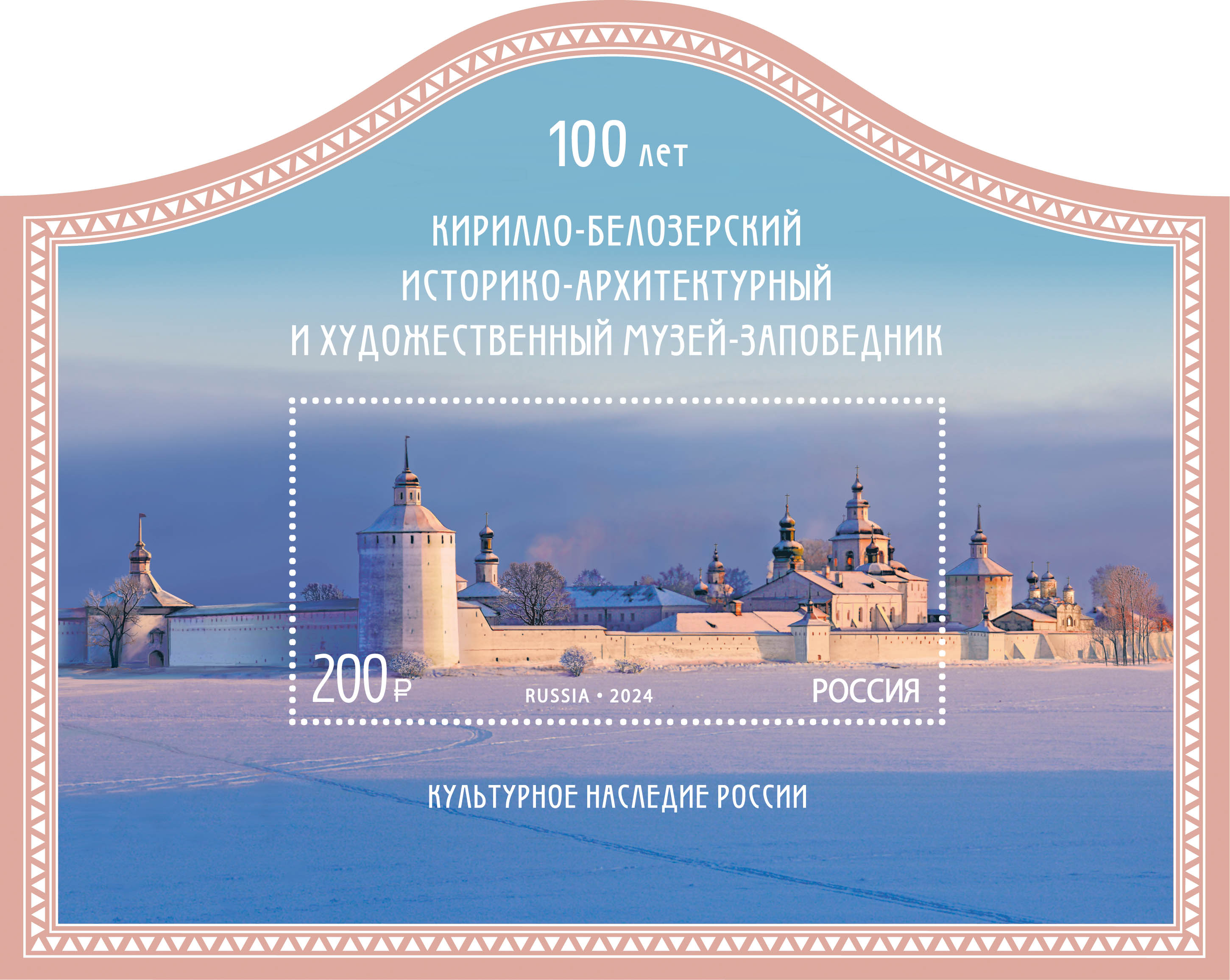
Почтовый блок

Музей занимает большую часть Кирилло-Белозерского монастыря, за исключением Малого Ивановского монастыря, переданного Русской православной церкви.
У музея два филиала — Музей фресок Дионисия в селе Ферапонтово и Музей-квартира В. И. Белова в городе Вологде. Отдельными объектами музейного показа являются Цыпинский погост с церковью Илии Пророка (деревня Ципино, Ферапонтовское сельское поселение), здание Народного дома, в залах которого располагается музей Евгения Преображенского, и Музей истории города и района и Дом Церковницких в городе Кириллове. Кроме того, музею принадлежат две церкви в Вытегорском районе: Ильинская церковь в д. Саминский погост (1692‒1702) и Богоявленская церковь в селе Палтога (1733).

## Коллекции
В фондах музея хранится более 86,5 тыс. музейных предметов, из них почти 70 тыс. основного фонда.
- Археология
- Графика
- Декоративно-прикладное искусство
- Дерево
- Драгоценные металлы
- Иконы
- Книги
- Масляная живопись
- Металл
- Народные ткани
- Нумизматика
- Фотодокументы
- Церковные ткани